# Gouloux
Gouloux település Franciaországban, Nièvre megyében. Lakosainak száma 161 fő (2022. január 1.). Gouloux Dun-les-Places, Alligny-en-Morvan, Montsauche-les-Settons, Moux-en-Morvan és Saint-Brisson községekkel határos.

## Népesség
A település népességének változása:
| Lakosok száma | 186  | 183  | 185  | 181  | 178  | 176  | 170  | 165  | 161  |
|               | 2013 | 2015 | 2016 | 2017 | 2018 | 2019 | 2020 | 2021 | 2022 |